# Bregmaceros nectabanus
Bregmaceros nectabanus är en fiskart som beskrevs av Whitley, 1941. Bregmaceros nectabanus ingår i släktet Bregmaceros och familjen Bregmacerotidae. Inga underarter finns listade.